# Tour de Flandes 2005
El Tour de Flandes 2005, la 89.ª edición de esta clásica ciclista belga. Se disputó el 3 de abril de 2005. 
En una fuga que también incluía a Erik Zabel, Peter Van Petegem, Alessandro Ballan, Andreas Klier y Roberto Petito, Tom Boonen se llevó la victoria. Siendo el más rápido del grupo, todo el mundo esperaba que intentase llegar al esprint, pero el belga sorprendió a sus compañeros con un ataque a ocho kilómetros del final y ganó con más de medio minuto de ventaja.

## Clasificación general
| Posición | Ciclista          | Equipo                | Tiempo    |
| -------- | ----------------- | --------------------- | --------- |
| 1        | Tom Boonen        | Quick Step-Innergetic | 6h 22'00" |
| 2        | Andreas Klier     | T-Mobile Team         | + 35"     |
| 3        | Peter Van Petegem | Davitamon-Lotto       | + 40"     |
| 4        | Erik Zabel        | T-Mobile Team         | m. t.     |
| 5        | Roberto Petito    | Fassa Bortolo         | m. t.     |
| 6        | Alessandro Ballan | Lampre-Caffita        | m. t.     |
| 7        | George Hincapie   | Discovery Channel     | + 1'42"   |
| 8        | Léon van Bon      | Davitamon-Lotto       | m. t.     |
| 9        | Sergei Ivanov     | T-Mobile Team         | m. t.     |
| 10       | Vladímir Gúsev    | Team CSC              | m. t.     |